# Julius Eduard Hitzig

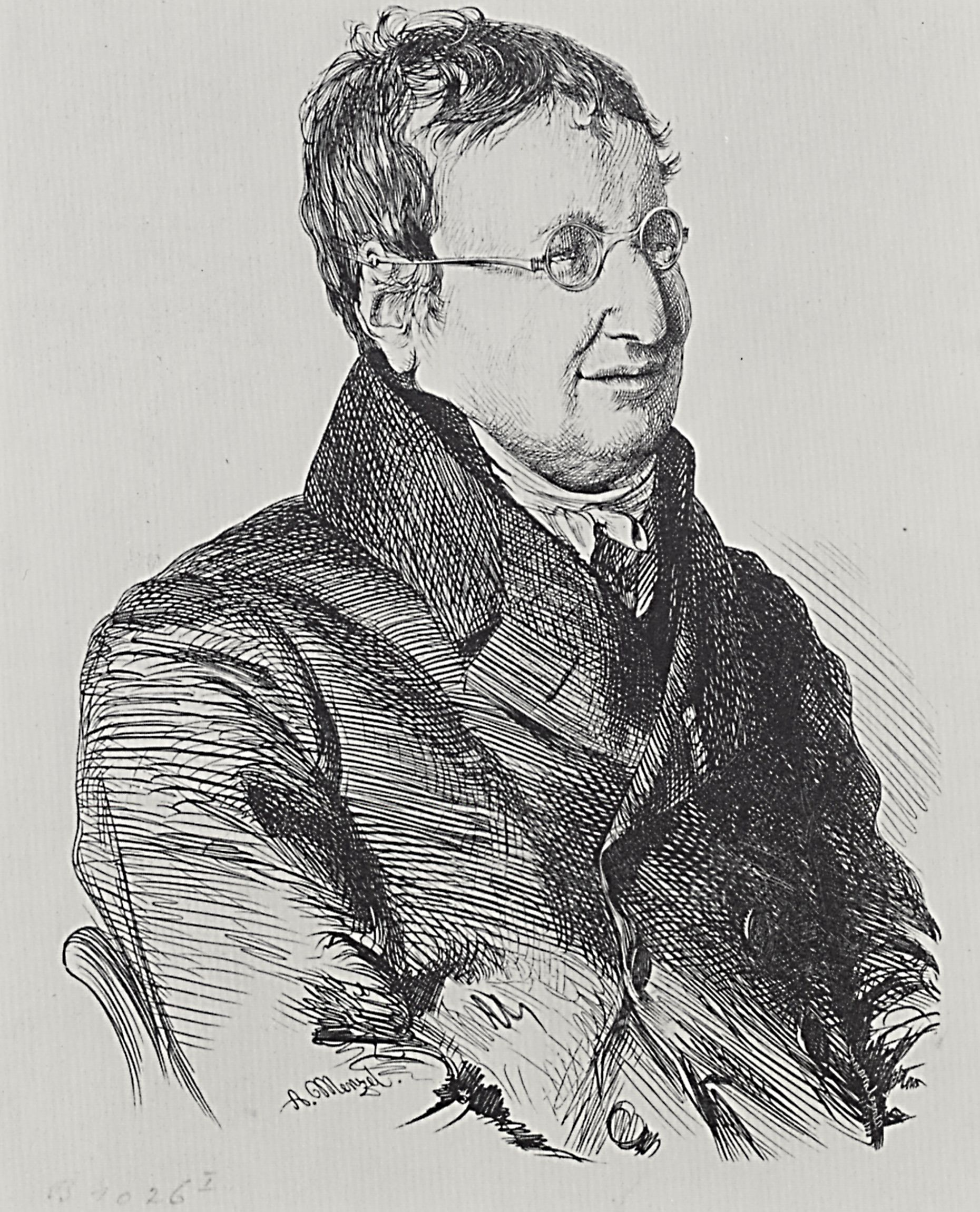
Julius Eduard Hitzig (von Adolph Menzel)

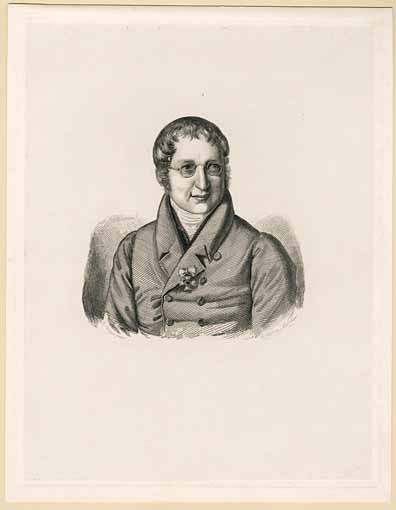
Julius Eduard Hitzig (1841)

Julius Eduard Hitzig, bis 1808 Isaac Elias Itzig (* 26. März 1780 in Berlin; † 26. November 1849 ebenda), war ein deutscher Jurist, Verleger und Schriftsteller.

## Herkunft
Hitzig stammte aus der brandenburgisch-preußischen Hofjudenfamilie Itzig. Sein Großvater väterlicherseits war Daniel Itzig und seine Eltern Elias Daniel Itzig (23. Januar 1755 in Berlin; † 11. Januar 1818 in Potsdam), Besitzer der Englischen Lederfabrik auf dem Tornow bei Potsdam, Stadtrat in Potsdam, und Marianne Leffmann (* 1758; † 17. November 1827), Tochter des Herz Abraham Leffmann. Sie hatten mindestens acht Kinder. Die Familie trat 1799 zur lutherischen Kirche über und nahm den Nachnamen Hitzig an.
Seine Schwester Henriette Marianne Hitzig (1781–1845) heiratete 1811 in Potsdam Nathan Mendelssohn (1781–1852, seit 1809 reformiert), Sohn des Moses Mendelssohn und der Fromet Gugenheim. Seine Schwester Caroline Hitzig (1784–1848) heiratete den Physiker Paul Erman. Die Schwester Elise Adelaide  (1789–1866) war mit dem General Franz August O’Etzel verheiratet. Louise mit dem Professor Jean Jacques Arland († 1830).

## Familie
Er heiratete 1804 in Berlin Johanna Bartenstein (1782–1814), geschiedene Meyer, eine Tochter des Kaufmanns Naphtali Barnet Bartenstein aus Troppau. Das Paar hatte einen Sohn und zwei Töchter sowie eine Pflegetochter:
- Friedrich (* 8. April 1811; † 11. Oktober 1881) ⚭ 1837 Franziska Reiß (1816–1900), Architekt
- Eugenie (1807–1843) ⚭ Johann Jacob Baeyer (1794–1885) Generalleutnant und Geodät (Eltern von Adolf von Baeyer)
- Klara (1812–1873) ⚭ Franz Kugler (1808–1858), Kunsthistoriker, Dichter
- Antonie Piaste (Pflegetochter) (1800–1837) ⚭ Adelbert von Chamisso (1781–1838)

## Leben
Julius Eduard Hitzig war 1792 Gründungsmitglied der Gesellschaft der Freunde. Er studierte Rechtswissenschaften in Halle und Erlangen und absolvierte anschließend den juristischen Vorbereitungsdienst in Warschau (Auskultator) sowie am Kammergericht in Berlin (Referendar). Seit 1804 Regierungsassessor in Warschau, wurde er 1807 aus dem preußischen Justizdienst entlassen, weil Napoleon die Regierung gestürzt hatte und französische Truppen Warschau besetzten. Hitzig zog nach Berlin, machte eine Buchhändlerausbildung und gründete einen Verlag, in dem er unter anderem die Berliner Abendblätter (1810/11) Heinrich von Kleists veröffentlichte. 1814 kehrte er in den Justizdienst am Berliner Kammergericht zurück, er wurde 1815 zum Kriminalrat und 1827 zum Director des Inquisitoriats sowie zum Mitglied im Criminal-Senat ernannt; 1835 ging er in den Ruhestand. Mit der Gründung strafjuristischer Fachzeitschriften (z. B. Zeitschrift für die Criminal-Rechts-Pflege in den Preußischen Staaten mit Ausschluß der Rheinprovinzen, 1825 ff.) förderte er die Fachdiskussion. Doch er war auch in das literarische Leben seiner Zeit involviert – nicht nur als Verleger, sondern auch als Mitglied und Mitbegründer literarischer Gesellschaften, darunter 1824 die Neue Mittwochsgesellschaft und Die Serapionsbrüder sowie durch Freundschaften mit zahlreichen Autoren seiner Zeit. Er verfasste biografische Arbeiten über Zacharias Werner, Adelbert von Chamisso und E. T. A. Hoffmann. Ab 1842 war er gemeinsam mit Willibald Alexis Herausgeber des Neuen Pitaval, in dem bis 1890 in sechzig Bänden etwa 600 Kriminalfälle veröffentlicht wurden.
Er war seit 1804 verheiratet mit Johanna Baruch (auch Bartenstein oder Barkenstein, vgl. Inschrift ihres Grabsteins im Mausoleum Hitzig), geschiedene Meyer (1782–1814) aus Troppau, Tochter des aus Königswart in Böhmen stammenden Tabak-Distriktsverlegers Hirschl (Naphtali) Baruch und der Barbara Götzl aus Wien.

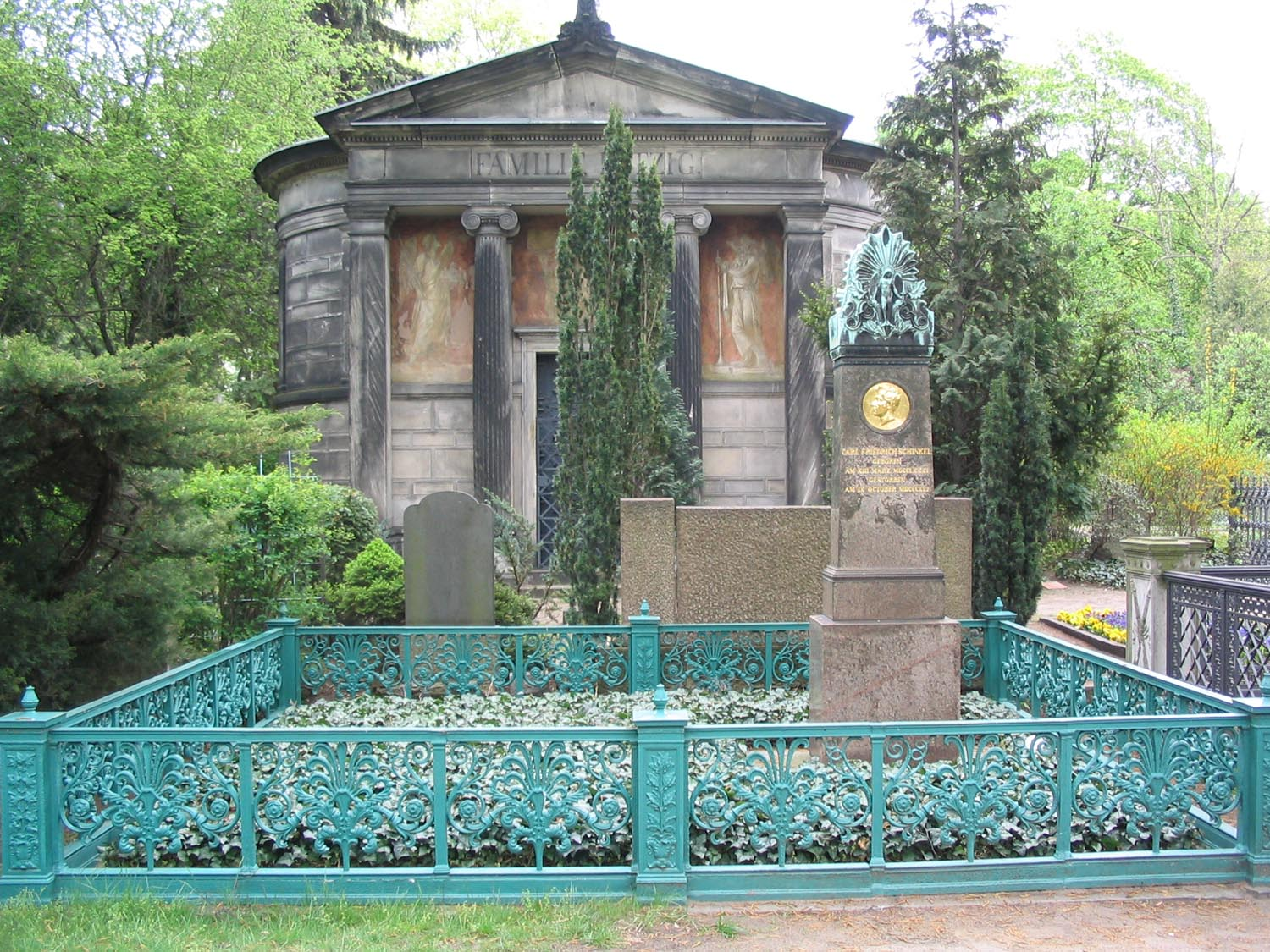
Grabstätte der Familie Hitzig, im Vordergrund das Grab von Karl Friedrich Schinkel

Das als Mausoleum gestaltete Familiengrab  befindet sich auf dem Dorotheenstädtischen Friedhof in Berlin-Mitte, Chausseestraße in der Abt. CM. Dort ist auch sein Sohn Friedrich Hitzig beigesetzt.

## Werke (Auswahl)
- Lebens-Abriss Friedrich Ludwig Zacharias Werners. Sandersche Buchhandlung, Berlin 1823; archive.org.
- Verzeichniss im Jahre 1825 in Berlin lebender Schriftsteller und ihrer Werke. Dümmler, Berlin 1826; Digitalisat in der Google-Buchsuche.
- Aus Hoffmann’s Leben und Nachlass. Zwei Bände. Dümmler, Berlin 1823. Band 1 der 1. Auflage, archive.org; Band 2 der 2. Auflage [1831], urn:nbn:de:bvb:12-bsb10915543-5.
- Das Königl. Preußische Gesetz vom 11. Juni 1837 zum Schutz des Eigenthums an Werken der Wissenschaft und Kunst gegen Nachdruck und Nachbildung. Dümmler, Berlin 1838; dlc.mpg.de. Nachdruck in Archiv für Urheber- und Medienrecht. Band 107, 1988, S. 163–226.
- Über belletristische Schriftstellerei als Lebensberuf. Ein Wort der Warnung für Jung und Alt. Vereins-Buchhandlung, Berlin 1838; Digitalisat in der Google-Buchsuche.
- Leben und Briefe von Adelbert von Chamisso. Zwei Bände. Weidmann, Leipzig 1839; Digitalisat in der Google-Buchsuche.
- Anleitung zur Abfassung einer Relation aus Kriminalakten. Zum Besten der Justizoffizianten-Witwenkasse. Berlin 1843.